# Benjamin Disraeli
Benjamin Disraeli KG, FRS, PC (Londres, 21 desembre 1804 - 19 d'abril de 1881, Curzon Street, Londres), conegut també com a comte de Beaconsfield o lord Beaconsfield, va ser un polític, escriptor i aristòcrata britànic, que va exercir dues vegades com primer ministre del Regne Unit, va ser líder de la Molt Lleial Oposició de Sa Majestat i tres vegades ministre d'Hisenda del Regne Unit.
Va ser un dels més destacats polítics del Regne Unit, pertanyent al corrent conservador dels Tories, de la qual es va convertir en un dels més notoris líders, sent una de les figures claus en la conversió d'aquests en el Partit Conservador del Regne Unit, passant a liderar aquesta organització política, estenent la seva carrera dins de la Cambra dels Comuns per gairebé quatre dècades.
Al llarg de la seva carrera política, es va consagrar per la seva magnífica oratòria, en la qual incloïa un extraordinari dramatisme, portant-lo a ser considerat com el Millor Orador de la Cambra dels Comuns. Igualment, dos trets més van destacar en la seva trajectòria pública: el primer, la seva notòria rivalitat amb el líder del Partit Liberal, el també prominent polític William Ewart Gladstone, i el segon la seva extraordinària amistat amb la reina del Regne Unit, Victòria I, la qual el va beneficiar en la seva tempestuosa relació amb Gladstone, ja que la monarca demostraria detestar-lo tant com el mateix Disraeli.
Com a primer ministre del Regne Unit, les seves polítiques sempre van estar orientades cap a la consolidació de l'Imperi Britànic i van comportar una nova visió del conservadorisme al seu país, materialitzant nombroses accions en política exterior, com ara l'annexió de les illes Fiji, l'adquisició de les accions sobre el Canal de Suez, la coronació de la Reina Victòria com la primera emperadriu de l'Índia, així com les Guerres Colonials a l'Afganistan i Sud-àfrica, totes maniobres que el van consagrar com el representant d'una de les polítiques internacionals més agressives mai vistes al Regne Unit, al punt de frenar l'Imperialisme Rus i doblegar l'Imperi otomà.
És, també, l'únic primer ministre en la Història del Regne Unit en haver rebut un títol nobiliari abans de culminar el seu període en exercici, així com ostentar el peculiar honor, de ser l'única persona d'ascendència jueva en haver exercit aquest càrrec, havent estat el seu pare convers a l'anglicanisme. A més va ser dues vegades candidat al Rectorat de la Universitat de Glasgow, sent elegit en les dues ocasions, el que el va dur a exercir-lo entre 1871 i 1877, en simultani amb la primera magistratura del Regne Unit.
Destacat escriptor, Disraeli va deixar un llegat de més d'una vintena obres, de les quals, les dues més conegudes són Vivian Grey (1825-1827) i Sybil (1845), les quals, curiosament, no compleixen amb els cànons literaris propis de l'era Victoriana i que tampoc tendeixen a ser considerades com a «Obres Mestres de la Literatura», però que sí que van gaudir d'un gran èxit en la seva època, el que el va convertir en un dels personatges més reconeguts del seu temps, per haver obtingut l'èxit en tots els àmbits en què va exercir, sent encara recordat com un dels «millors primers ministres de la Història del Regne Unit».

## Biografia

### Els primers anys
Els biògrafs de Disraeli consideren que la seva família té orígens italians, de jueus sefardites, mentre que ell es proclamava d'ascendència portuguesa, situant els seus avantpassats abans de l'expulsió dels jueus d'Espanya el 1492 (després d'aquest episodi els jueus emigrants es van dividir en dos grups, una que va arribar a Itàlia i l'altra que es va dirigir cap als Països Baixos i després cap a Anglaterra). Els historiadors moderns tendeixen a veure'l essencialment com un marrà en el sentit espanyol del terme.
Va ser el segon fill però primer supervivent dels hereus d'Isaac D'Israeli, crític i historiador literari, i de la seva dona Maria Basevi. Benjamin va canviar el seu cognom a Disraeli a la dècada de 1820. Entre els seus germans i germanes hi ha Sarah (1802–1859), Nephtali (1807), Ralph (1809–1898) i James (1813–1868). En els seus primers anys, Benjamin va assistir a una petita escola, l'escola del reverend John Potticary a Blackheath. El seu pare va fer batejar el seu fill Benjamin el juliol de 1817 després d'una disputa amb la seva sinagoga. Des de 1817 Benjamin va assistir a l'escola a Higham Hill, a Walthamstow, amb Eliezer Cogan. Els seus germans menors, però, van assistir al Winchester College.

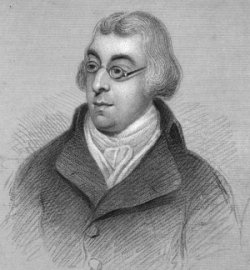
Isaac D'Israeli, pare de Benjamin Disraeli

El seu pare l'havia destinat a seguir una carrera d'advocat i Benjamin va estar associat a un despatx d'advocat des de 1821. El 1824, Disraeli va fer una gira per Bèlgica i la vall del Rin amb el seu pare i més tard va escriure que va ser mentre navegava pel Rin que va prendre la decisió d'abandonar la carrera de dret: «Vaig decidir per aquelles aigües màgiques que no seria un advocat». Va visitar les ciutats d’Oppenheim i Espira de la zona, tots dos llocs on es trobaven grans comunitats jueves. En tornar a casa es va involucrar en negocis amb el financer John Diston Powles que el va implicar en l'explotació mineral dels jaciments sud-americans i per a qui va escriure nombrosos fullets publicitaris per promocionar l'empresa.
Aquell mateix any les activitats financeres de Disraeli el van posar en contacte amb el publicista John Murray, que també estava implicat en el mercat miner sud-americà. Els dos van acordar fundar un diari, The Representative, amb la intenció de promoure no només les empreses mineres sinó també els polítics que les donaven suport com George Canning. El paper va resultar ser un fracàs i això va arruïnar tant a Powles com a Disraeli.
Abans d'entrar al parlament, Disraeli va tenir relacions amb diverses dones, entre les quals Henrietta, Lady Sykes (esposa del baronet Sir Francis Sykes), que li va servir de model per al personatge principal de la novel·la Henrietta Temple. Va ser Henrietta, a més, qui va presentar Disraeli a Lord Lyndhurst, amb qui posteriorment també va tenir una relació. Com va observar el biògraf Blake: «Les veritables relacions entre els tres no es poden determinar amb certesa encara que és innegable que la situació va afavorir molt a Disraeli juntament amb altres incidents».
L'any 1839, Benjamin va decidir assentar el cap casant-se amb Mary Anne Lewis (1a vescomtessa de Beaconsfield), la rica vídua del polític Wyndham Lewis, col·lega de Disraeli a Maidstone. Mary Lewis era 12 anys més gran que Benjamin i el seu matrimoni, criticat com una unió d'interessos, va ser molt feliç.

### Carrera literària
Disraeli també es va dedicar a la literatura. Motivat en part per la seva necessitat desesperada de diners, va escriure la seva primera novel·la, Vivian Gray, el 1826. Els biògrafs de Disraeli coincideixen que Vivian Gray és de fet un renaixement fictici del que va passar amb The Representative, i va resultar ser molt popular  quan es va descobrir la identitat de l'escriptor anònim. El llibre, de fet, caricaturitzava el publicista escocès John Murray (1778–1843).

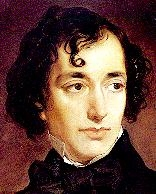
Al jove Disraeli
pintura de Francis Grant, 1852

Després d'escriure Vindication of the English Constitution, i molts pamflets polítics, Disraeli va escriure una sèrie de contes com The Young Duke (1831), Contarini Fleming (1832), Alroy (1833), Venetia i Henrietta Temple (1837). Durant aquest mateix període també va escriure L'Epic revolucionari i tres contes burlescos: Ixion, El matrimoni infernal i Popanilla. De totes aquestes novel·les només Henrietta Temple va ser un veritable èxit.
Durant la dècada de 1840, Disraeli va escriure tres novel·les polítiques conegudes com la trilogia: Sybil, Coningsby i Tancred.
Malgrat el seu èxit, les relacions de Disraeli amb altres escriptors de la seva època van ser gairebé nul·les. L'escriptura de Disraeli va atreure els lectors essencialment perquè era original i tenia frases brillants que quedaven a la memòria, amb tocs extravagants i efectius.

### Al parlament

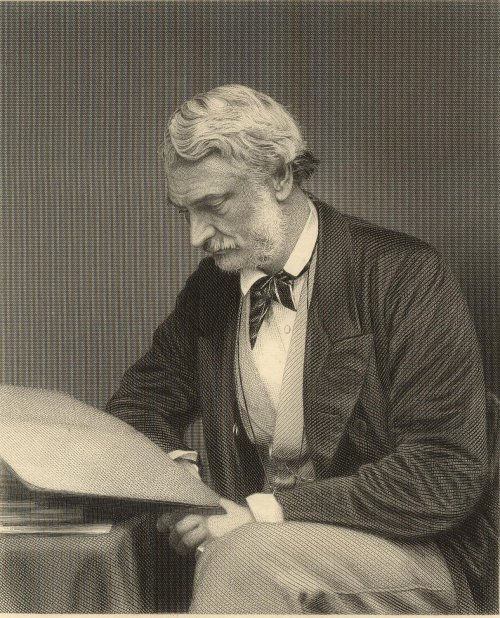
Lord John Manners, amic de Disraeli i figura destacada del moviment Young England

Disraeli s'havia plantejat una carrera política des de la dècada de 1830, abans de marxar cap al Mediterrani. El seu primer contacte amb el món polític es va produir l'any 1832, durant la gran crisi que va esclatar arran del Reform Bill, al qual va contribuir amb un pamflet anti- Whig editat per John Wilson Croker i publicat per Murray amb el títol England and France or a cure. per la Gal·lomania ministerial. L'esperit polític de Disraeli en el seu primer període es va veure influenciat tant pel seu caràcter revolucionari com pel seu desig de deixar la seva empremta en qüestions de política. Sobre els partits existents s'expressava així: «El toryisme ara està desfasat i no puc baixar a ser un whig». Per això es va presentar a les files dels radicals i va intentar la seva primera elecció el 1837 contra els tories a la circumscripció de Maidstone.
Tot i ser conservador, Disraeli tenia simpaties cartistes i afavoria una aliança entre l'aristocràcia terratinent i la classe obrera contra el poder creixent dels comerciants i nous industrials de la burgesia. A continuació, va donar suport a la creació de Young England l’any 1842, un grup que tenia com a objectiu promoure la visió que els terratinents havien d'utilitzar el seu poder per protegir els pobres dels abusos dels homes de negocis de la classe mitjana.

#### Proteccionisme

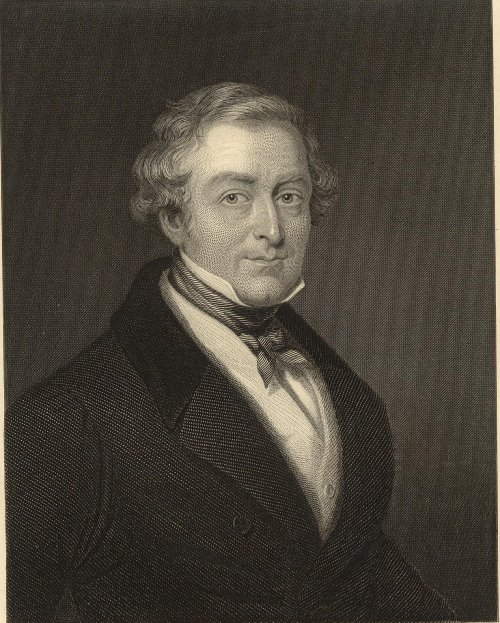
Sir Robert Peel, primer ministre 1834–35 i 1841–46

El primer ministre Sir Robert Peel va guanyar les eleccions i, lentament, Disraeli es va convertir sovint en un dels seus amargs crítics. El més conegut d'aquests casos d'oposició va ser la controvèrsia de les subvencions de Maynooth de 1845 i el renaixement de la qüestió de les lleis del blat de moro el 1846. El final de 1845 i els primers mesos de 1846 van estar dominats per la batalla al parlament entre els lliuremercats i els proteccionistes pel tema de les lleis del blat de moro. Una part dels conservadors, els radicals i els whigs van formar una aliança a favor dels lliures comerciants i en aquest moment el Partit Conservador es va escindir: els seguidors de Peel es van girar contra els whigs i es va formar una nova facció proteccionista dels conservadors liderada per Disraeli, George Bentinck. (1802-1848) i Lord Stanley (més tard Lord Derby). El context general també incloïa el tema de la fam a Irlanda, que Peel pretenia posar remei amb la importació de gra.
El terme blat de moro, de fet, no es referia al blat de moro americà sinó més aviat al blat produït a Anglaterra que era la base per a la producció del pa, aliment essencial per a la supervivència de la població. Per tant, les Corn Laws van imposar un impost a la importació de blat anglès a Irlanda que, si s'hagués abolit, hauria satisfet les necessitats de la població irlandesa, però hauria empobrit els terratinents anglesos. Peel va proposar immediatament l'abolició d'aquest impost. Per als conservadors, doncs, va sorgir el problema de quina decisió prendre, sobretot després que els polítics més experimentats d'aquella facció s'haguessin posat al costat de Peel per a l'emergència. Disraeli, per tant, es va trobar naturalment al capdavant de la facció emergent dins de l'estructura política i va assumir les regnes del líder. Des de la Cambra dels Lords, el duc d'Argyll va escriure que Disraeli «era gairebé com un subordinat en una gran batalla on tots els superiors havien estat assassinats o ferits». Si la resta del Partit Conservador podia obtenir el consens necessari per formar un nou govern, Disraeli era ara la peça guanyadora sobre el terreny. Tanmateix, estava al capdavant d'un grup de diputats amb poca o cap experiència i molts d'aquests poques vegades havien pronunciat discursos a la Cambra dels Comuns.

#### Lord George Bentinck i la direcció
A les eleccions generals de 1847 Lionel de Rothschild es va convertir en diputat de la La City.

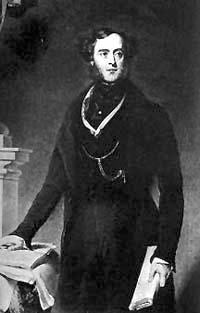
Lord George Bentinck, líder conservador a la Cambra dels Comuns 1846–48

Lord John Russell, el líder dels Whigs que havia succeït a Peel com a primer ministre i com a membre del parlament de Rothschild per la City de Londres, va presentar la llei de discapacitats jueves per permetre als jueus l'entrada al parlament.
Bentinck, que era el líder dels conservadors a la Cambra dels Comuns, va decidir donar suport a Disraeli en el vot a favor del projecte de llei, lloant la tolerància religiosa i la laïcitat de l'Estat. En el debat posterior, Bentinck va renunciar a la direcció del partit i també va tenir desacords amb Lord Stanley (líder de la Cambra dels Lords), que estava en contra del projecte de llei i va considerar blasfemes les paraules de Disraeli. Bentinck va ser succeït per Lord Granby. Mentrestant, Disraeli es va apropar molt a Bentinck amb qui va recaptar el finançament necessari per adquirir la bonica residència rural de Hughenden Manor, a Buckinghamshire, un requisit indispensable a l'època per ser considerat un conservador. Disraeli i la seva dona van alternar entre Hughenden i les moltes cases que posseïen a Londres.
Després de menys d'un mes, Granby va renunciar a la direcció de la Cambra dels Comuns sentint-se inadequat per al paper i no va ser substituït durant la sessió parlamentària. A l'inici de la nova sessió, la política va ser a càrrec del triumvirat Granby-Disraeli-John Charles Herries, cosa que va ser indicativa de les tensions entre Disraeli i la resta del seu partit. Aquest arranjament polític confús va acabar amb la dimissió de Granby el 1851 i la creixent popularitat de Disraeli.

### Posicions polítiques

#### El primer govern de Derbi

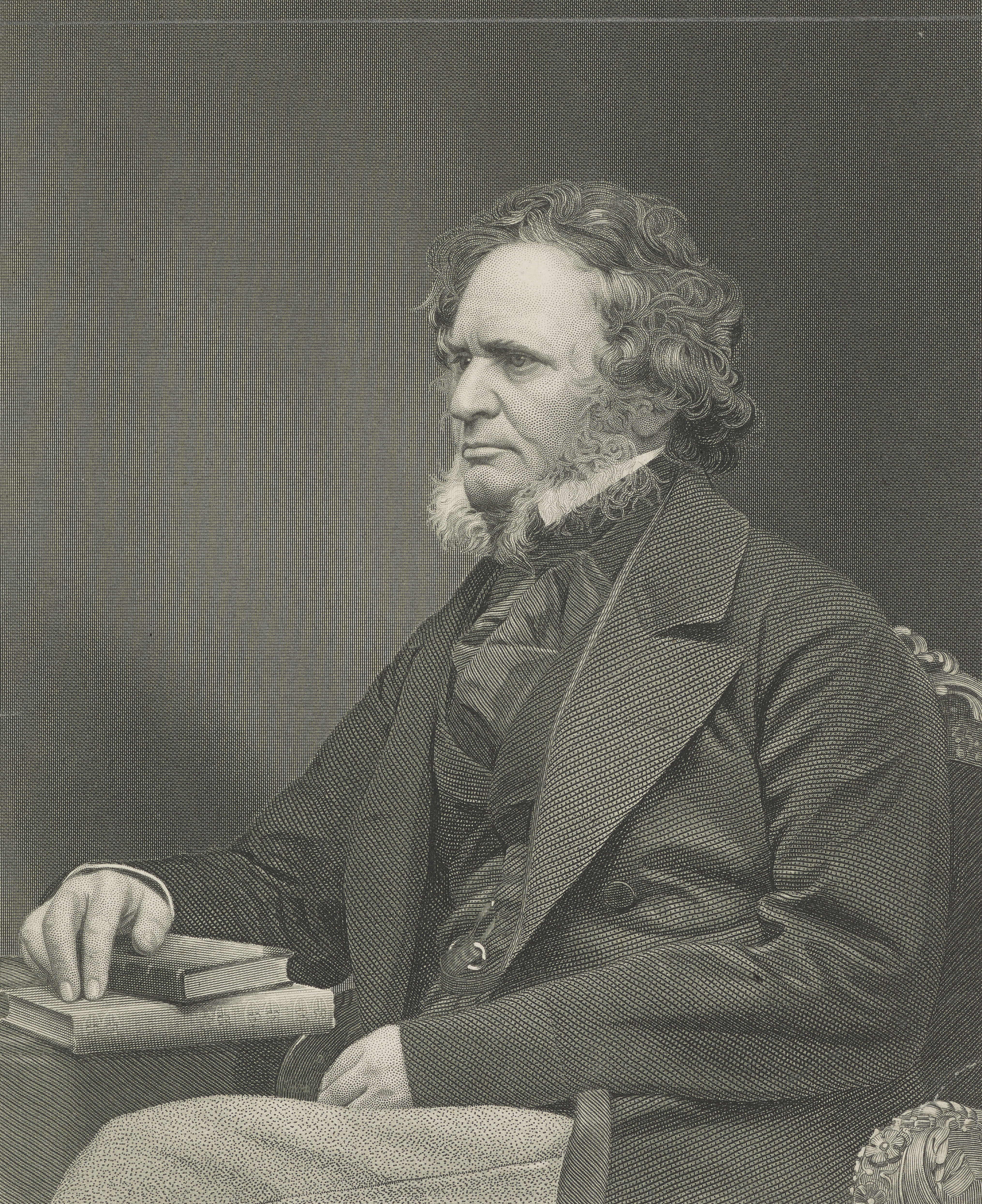
El comte de Derby, primer ministre el 1852, 1858–59 i 1866–68

La primera oportunitat per als conservadors proteccionistes sota el lideratge de Disraeli i Stanley d'obtenir el govern va arribar el 1851 quan el primer govern de Lord John Russell va ser derrotat a la Cambra dels Comuns per la qüestió de la  Llei de títols eclesiàstics de 1851. Disraeli es convertiria en secretari de l'Interior mentre Stanley es convertiria en primer ministre. Altres ministres van ser Sir Robert Inglis, Henry Goulburn, John Charles Herries i Lord Ellenborough. Els seguidors de Peel, però, es van negar a entrar al govern de Lord Stanley o Disraeli a causa de l'encara candent tema dels lliurecanvistes i, per tant, la idea de crear un govern purament proteccionista va fracassar.
Russell va reprendre el seu càrrec com a primer ministre, però va tornar a dimitir el 1852 quan una combinació de proteccionistes i Lord Palmerston el van derrotar amb el Militia Bill. Aquesta vegada Lord Derby va aconseguir-ho i, per sorpresa de tots, va nomenar Disraeli com a canceller de l'Exchequer.
Entre els nous deures de Disraeli hi havia la redacció dels pressupostos per a l'any fiscal següent. Disraeli va proposar reduir els impostos sobre el morter i el te (impostos indirectes); en canvi, va plantejar augmentar els impostos sobre l'habitatge i va proposar el polèmic impost directe basat en la renda.
Com ja s'ha informat, Disraeli s'havia oposat a l'anul·lació de les lleis de blat de moro el juny de 1846, però l'aprovació del decret havia empobrit els pagesos i terratinents anglesos i havia fet que el preu general del pa i el blat baixés. Disraeli va pensar en aquest punt pal·liar els desavantatges econòmics dels pagesos rebaixant alguns impostos que s'haurien augmentat per a tots els no pagesos. El pressupost va ser vist per molts whigs com una recompensa per als terratinents.
Per tant, Disraeli va ser criticat per barrejar els molts factors implicats en l'assumpte i la seva nova proposta d'ampliar els impostos a Irlanda li va fer guanyar més enemics. Aquest fet, combinat amb la inexperiència general del govern i de Disraeli, va provocar un fracàs del pla financer i la caiguda del govern el 17 de desembre de 1852.

#### A l'oposició

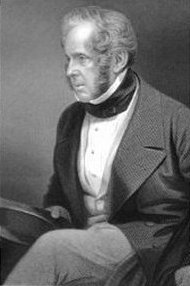
Vescomte Palmerston, primer ministre 1855–58 i 1859–65

Amb la caiguda del govern, Disraeli i els conservadors van tornar a l'oposició. El successor de Lord Derby com a primer ministre va ser el seguidor de Peel Lord Aberdeen, el ministeri del qual estava format per seguidors de Peel i Whigs. El mateix Disraeli va ser substituït en les seves funcions com a canceller per Gladstone.

#### El segon govern de Derbi
El primer govern de Lord Palmerston va caure el 1858 després de l'afer Orsini i Lord Derby va recuperar el control de la situació com a cap d'una administració conservadora. Disraeli va romandre al capdavant de la Cambra dels Comuns i va tornar al paper de canceller de l'Exchequer. Una de les primeres accions del nou govern va ser prendre mesures per reorganitzar el govern de l'Índia després que els disturbis haguessin demostrat la inadequació de la gestió de la Companyia de les Índies Orientals i aquesta hagués acceptat el traspàs del govern indi a la Corona Britànica. El primer intent de legislació el va dur a terme el president de la Junta de Control, Lord Ellenborough, antic governador general de l'Índia (1841–44). El decret, però, va haver de ser revisat en diversos punts a causa de les crítiques rebudes i poc després Lord Ellenborough es va veure obligat a dimitir per donar lloc a les idees del nou governador, Lord Charles Canning, 1r comte Canning.
Trobant-se sense càrrec, Disraeli i Lord Derby van tornar a intentar implicar a Gladstone al govern. Disraeli va escriure una carta personal a Gladstone demanant-li que anteposés el bé del partit a la seva animadversió personal: «Cada home viu el seu propi càrrec i hi ha un poder més gran que tots nosaltres que ordena tot això...» En resposta a Disraeli, Gladstone va rebutjar l'oferta, subratllant de nou els motius dels seus rebuigs anteriors.
Amb la negativa de Gladstone, Lord Derby i Disraeli van mirar cap a un altre lloc i l'elecció va recaure en Edward Bulwer-Lytton, que es va convertir en Secretari d'Estat per a les Colònies; El fill de Lord Derby, Lord Stanley, va succeir a Ellenborough com a cap de la Junta de Control. Stanley, amb l'ajuda de Disraeli, va proposar i encapçalar la Llei de l'Índia per la qual es regiria el subcontinent durant els propers seixanta anys. La Companyia de les Índies Orientals i el seu governador general van ser substituïts per un virrei i un consell local, mentre que l'oficina de president de la Junta de Control va ser abolida i substituïda pel Secretari d'Estat per a l'Índia.

#### El projecte de llei de reforma de 1867

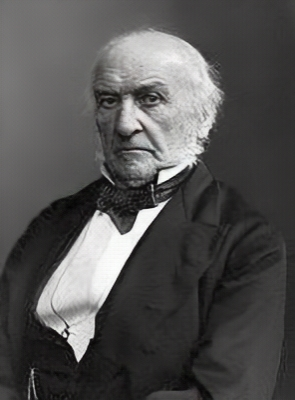
William Ewart Gladstone
primer ministre quatre vegades

Després de la derrota del projecte de llei de reforma liberal de Gladstone el 1866, Disraeli i Derby van introduir mesures pròpies el 1867. Aquest acte va ser, en primer lloc, una estratègia política per donar al Partit Conservador el control del procés de reforma i els beneficis a llarg termini de la Cambra dels Comuns. Es pensava, doncs, que si els conservadors podien aconseguir aquest decret legislatiu, l'electorat estaria tranquil·litzat i es podria girar més favorablement cap als conservadors en les eleccions posteriors. La Llei de reforma de 1867 va estendre el dret de vot a tots els homes caps de família, alhora que eliminava els suburbis de la ciutat amb menys de 10.000 habitants i garantia quinze noves circumscripcions electorals de les quals les representacions més grans eren Liverpool i Manchester.. Aquest acte, però, va ser impopular fins i tot entre els conservadors extrems com Robert Cecil, 3r marquès de Salisbury, que va decidir dimitir en protesta per l'aprovació del decret.

#### El primer govern com a primer ministre

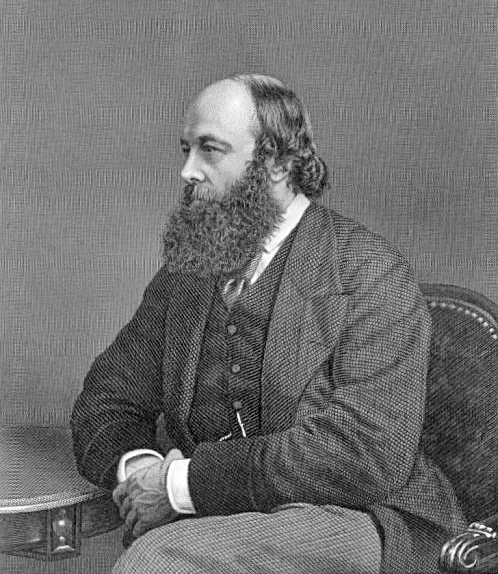
Robert Gascoyne-Cecil, 3r marquès de Salisbury

Mentrestant, la salut de Lord Derby es deteriorava i va dimitir com a primer ministre el febrer de 1868, només per sobreviure vint mesos més. Ara no hi havia cap dubte que Disraeli el succeiria com a líder del Partit Conservador i després com a primer ministre.
Tanmateix, els conservadors van continuar sent minoritaris a la Cambra dels Comuns i l'aprovació del projecte de llei de reforma havia requerit noves eleccions. El mandat de Disraeli com a primer ministre va ser essencialment curt tot i que els conservadors van aconseguir guanyar les eleccions generals. Va fer dos canvis essencials al gabinet: va substituir Lord Chelmsford com a Lord Canceller per Lord Cairns, i va nomenar George Ward Hunt com a canceller de l'Exchequer . Disraeli i Chelmsford mai s'havien portat bé i, segons Disraeli, Cairns era un ministre molt més adequat..El primer govern de Disraeli va estar dominat pel debat sobre l'Església d'Irlanda. Tot i que Irlanda era predominantment catòlica romana, l'església protestant continuava sent la religió de l'estat i exigia els seus propis impostos al territori. Inicialment Disraeli va intentar negociar amb el cardenal Henry Edward Manning per a la fundació de la Universitat Catòlica de Dublín, però Gladstone va defensar la creació d'una Església d'Irlanda. La proposta va dividir el Partit Conservador i va reunir el Partit Liberal sota el lideratge de Gladstone. Mentre el govern de Disraeli va sobreviure fins a les eleccions generals de desembre de 1868, la iniciativa havia passat als liberals que van tornar al poder amb una majoria de 170 escons.

#### El segon govern com a primer ministre
Després de sis anys a l'oposició, Disraeli i el Partit Conservador van guanyar les eleccions de 1874, donant al partit la seva primera majoria general a la Cambra dels Comuns des de la dècada de 1840. Sota la direcció de Richard Assheton Cross, secretari de l'Interior, el govern de Disraeli va introduir diverses reformes, com ara la Llei de millora d'habitatges d'artesans i treballadors de 1875, la Llei de salut pública de 1875, la Llei de venda d'aliments i drogues de 1875 i la Llei ' de 1875. 1876. El seu govern també va introduir una nova Llei de fàbrica per a la protecció dels treballadors, la Llei de conspiració i protecció de la propietat de 1875 i la Llei d'empresaris i treballadors de 1875. Com a resultat d'aquesta política social, el diputat laborista Alexander Macdonald va declarar: «El Partit Conservador ha fet més per la classe treballadora en cinc anys que el Partit Liberal en cinquanta anys».

### Imperialisme
Disraeli va ser, segons algunes interpretacions, un partidari de l'expansionisme i el desig de preservar l'Imperi Britànic a l'Orient Mitjà i Àsia Central. Davant les objeccions del seu govern i sense el consentiment del parlament, va obtenir amb el suport de Lionel de Rothschild el 44% de les accions de la Companyia del Canal de Suez..
Disraeli i Gladstone es van enfrontar per la política anglesa als Balcans. Disraeli va veure la situació com una qüestió d'interès estratègic i imperialista, seguint la política de Lord Palmerston de donar suport a l'Imperi Otomà contra l'expansió russa a Crimea. Segons el biògraf Blake, Disraeli creia que Gran Bretanya tenia el deure moral d'ajudar altres nacions en la seva emancipació en virtut de la seva llarga tradició constitucional.. Gladstone, però, també va veure l'acte en termes morals amb molts cristians búlgars massacrats pels turcs i, per tant, aquesta acció hauria demostrat ser immoral per a qualsevol.
Disraeli també va introduir la Royal Titles Act de 1876 per la qual la reina Victòria va obtenir el títol d'emperadriu de l'Índia, col·locant-la així al mateix nivell que el tsar rus. En la seva correspondència privada amb la reina, va proposar netejar l'Àsia Central dels moscovites i traslladar-los cap al mar Caspi. Per contenir la influència russa, va donar suport a la invasió de l'Afganistan i va signar la Convenció de Xipre amb Turquia per la qual l'illa estratègica quedava sota control britànic.
Disraeli va obtenir un altre èxit diplomàtic al Congrés de Berlín de 1878 en el qual va aconseguir una limitació de la influència de Rússia als Balcans.. Tanmateix, les dificultats a Sud-àfrica i a l'Afganistan van debilitar significativament el seu govern i van provocar la derrota de la facció a les eleccions de 1880.
Els últims anys i la mort
Disraeli va entrar a la Cambra dels Lords el 1876 quan la reina Victòria el va crear comte de Beaconsfield i vescomte Hughenden.. A les eleccions de 1880, els conservadors de Disraeli van ser derrotats pels liberals de Gladstone, en gran part a causa del curs de la segona guerra anglo-afganesa. Disraeli va morir l'abril de 1881..
Va ser enterrat a la capella de l'església de Sant Miquel a Hughenden Manor, prop del monument funerari erigit en el seu honor per la mateixa reina Victòria. L'executor del seu testament era el seu secretari privat, Montagu Corry, primer baró Rowton..
També hi ha un monument dedicat a Disraeli a l'abadia de Westminster i una estàtua d'ell a la plaça del mercat d'Ormskirk.